# Ocularia anterufa
Ocularia anterufa är en skalbaggsart som beskrevs av Stefan von Breuning 1964. Ocularia anterufa ingår i släktet Ocularia och familjen långhorningar. Inga underarter finns listade i Catalogue of Life.